# Circonscription de Lilley

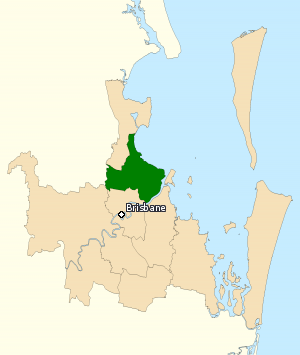
La circonscription de Lilley (en vert) à Brisbane au Queensland.

La circonscription de Lilley est une circonscription électorale fédérale australienne dans le Queensland.
Elle a été créée en 1913 et porte le nom de  Sir Charles Lilley, un ancien premier ministre du Queensland. Elle est située au nord-est du centre-ville et comprend les quartiers d'Ascot, Banyo, Boondall, Brighton, Chermside, Clayfield, Deagon, Geebung, Gordon Park, Hamilton, Hendra, Kedron, Northgate, Nudgee, Nundah, Pinkenba, Sandgate, Shorncliffe, Taigum, Virginia, Wavell Heights, Wooloowin, Zillmere et une partie de ceux d'Albion, Aspley et Lutwyche.
Elle a souvent élu un député de droite au départ mais elle est devenue une circonscription assez sûre pour le Parti travailliste. Sa représentante actuelle est Anika Wells, membre du Parti travailliste.

## Les députés de la circonscription
| Nom                    | Parti            | Période de mandat |
| ---------------------- | ---------------- | ----------------- |
| Jacob Stumm            | Commonwealth     | 1913–1917         |
| George Mackay          | Nationaliste     | 1917-1931         |
| George Mackay          | United Australia | 1931–1934         |
| Donald Charles Cameron | United Australia | 1934–1937         |
| William Jolly          | United Australia | 1937–1943         |
| James Hadley           | Travailliste     | 1943–1949         |
| Bruce Wight            | Libéral          | 1949–1961         |
| Donald James Cameron   | Travailliste     | 1961–1963         |
| Kevin Cairns           | Libéral          | 1963–1972         |
| Frank Doyle            | Travailliste     | 1972–1974         |
| Kevin Cairns           | Libéral          | 1974–1980         |
| Elaine Darling         | Travailliste     | 1980–1993         |
| Wayne Swan             | Travailliste     | 1993–1996         |
| Elizabeth Grace        | Libéral          | 1996–1998         |
| Wayne Swan             | Travailliste     | 1998-2019         |
| Anika Wells            | Travailliste     | 2019-en cours     |

## Résultats des élections
| Parti                            | Parti                        | Candidat                     | Voix    | %     | ±      |
| -------------------------------- | ---------------------------- | ---------------------------- | ------- | ----- | ------ |
|                                  | Travailliste                 | Anika Wells                  | 41 424  | 41,84 | +6,20  |
|                                  | Libéral national             | Vivian Lobo                  | 29 530  | 29,83 | −10,95 |
|                                  | Verts                        | Melissa Stevens              | 16 916  | 17,09 | +3,08  |
|                                  | Une nation                   | Michelle Wilde               | 4 027   | 4,07  | −1,28  |
|                                  | UAP                          | Gerardine Hoogland           | 3 320   | 3,35  | +1,10  |
|                                  | Démocrates libéraux          | Daniel Freshwater            | 2 412   | 2,44  | +2,44  |
|                                  | IMOP                         | Stephen McGrath              | 1 378   | 1,39  | +1,39  |
| Total des suffrages exprimés     | Total des suffrages exprimés | Total des suffrages exprimés | 99 007  | 97,30 | +0,78  |
| Votes nuls                       | Votes nuls                   | Votes nuls                   | 2 750   | 2,70  | −0,78  |
| Participation                    | Participation                | Participation                | 101 757 | 90,61 | −1,54  |
| Résultat de préférence bipartite |                              |                              |         |       |        |
|                                  | Travailliste                 | Anika Wells                  | 59 941  | 60,54 | +9,90  |
|                                  | Libéral national             | Vivian Lobo                  | 39 066  | 39,46 | −9,90  |
|                                  | Travailliste retenir         | Travailliste retenir         | Swing   | +9,90 |        |